# Marco Fritsche

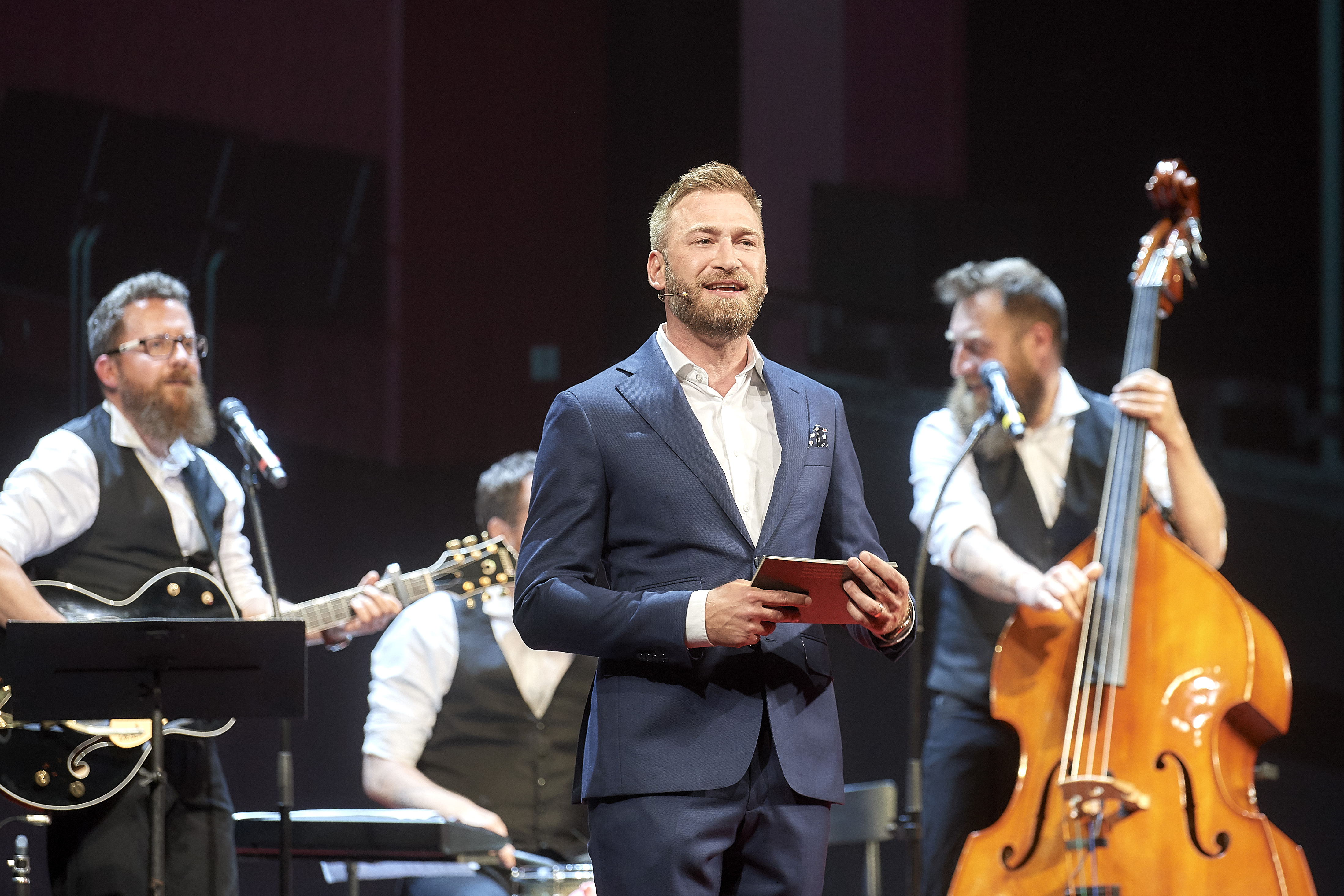
Marco Fritsche spricht an der Preisverleihung "Schweizer Theaterpreise 2018" im Schauspielhaus Zürich

Marco Fritsche (* 8. Januar 1976 in Appenzell) ist ein Schweizer Journalist und Fernsehmoderator.

## Leben
Marco Fritsche ist in Appenzell aufgewachsen und besuchte das Gymnasium der Klosterschule St. Antonius. Nach mehreren Reisen begann er an der Universität Zürich Publizistik zu studieren. Dieses Studium brach er allerdings nach einem Praktikum beim Sender swizz Music Television ab, um als Videojournalist zu arbeiten. 2010 kehrte Fritsche in seine Heimatregion, das Appenzellerland, zurück. Seit Sommer 2011 renovierte er im Dorfzentrum von Appenzell in Eigenarbeit ein im Jahr 1689 errichtetes Haus, im Dezember 2012 konnte er es beziehen. Silvester 2013 gingen Marco Fritsche und sein damaliger Freund eine Eingetragene Partnerschaft ein. Anfang 2020 kam es zur Trennung, ein Jahr später kam Fritsche mit August Wick zusammen. Dieser war 2006 Mister-Schweiz-Finalist, mimte als Schauspieler in der ARD-Vorabendserie Verbotene Liebe einen Arzt – und arbeitet neben der Schauspielerei als Immobilienbewirtschafter in Gossau SG.

## Medienarbeit
Bis 2006 moderierte er bei VIVA (Schweiz). Von 2004 bis 2006 war er Aussenmoderator bei der Unterhaltungssendung Eiger, Mönch und Maier auf SF 1. Fritsche schrieb regelmässig fürs Migros-Magazin und für 20 Minuten, war zudem Radiomoderator für RadioAffair und Radio CSD. Auf 3+ moderiert er seit 2008 die Sendungen Bauer, ledig, sucht... und seit 2015 Big Pictures. Auf Tele Ostschweiz moderierte er seine eigene Sendung Fritsche. Bei der zweiten Staffel von The Masked Singer Switzerland wurde er als Dschinni demaskiert. Fritsche moderierte 2008 bis 2011 sowie 2022 die Swiss Music Awards.